# Verbinding (wiskunde)

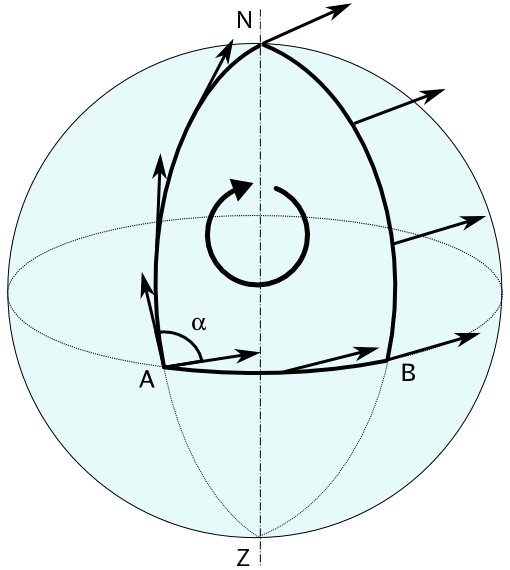
Paralleltransport

In differentiaalmeetkunde, een deelgebied van de wiskunde, is een verbinding een hulpmiddel om bij de verplaatsing van bepaalde objecten, zoals in het eenvoudige geval een vector langs een kromme , de richtingsveranderingen op een consistente manier te kwantificeren en de richtingen in verschillende punten met elkaar te verbinden. Er bestaat in de moderne meetkunde, afhankelijk van wat voor objecten men wil transleren, een verscheidenheid aan soorten van verbindingen.
Een belangrijk studieobject in de differentiaalmeetkunde is de kromming van krommen, in het bijzonder van geodeten. In een euclidische ruimte wordt die kromming eenvoudig gegeven door de tweede afgeleide, maar op een differentieerbare variëteit kan die tweede afgeleide niet direct worden bepaald. Als de kromme door de functie {\displaystyle C} wordt gegeven, moet voor de tweede afgeleide het differentiequotiënt van de vectoren {\displaystyle C'(t)} en {\displaystyle C'(t_{0})} worden gevormd, maar deze vectoren bevinden zich in verschillende vectorruimten. Om dat probleem op te lossen definieert men een afbeelding die een verbinding vormt tussen de deelnemende ruimten. Die afbeelding wordt daarom verbinding genoemd.
Een affiene verbinding, het meest elementaire type verbinding, is bijvoorbeeld een middel voor het verschuiven van raakvectoren op een variëteit van het ene naar het andere punt langs een kromme en wordt meestal in de vorm van een covariante afgeleide gegeven. Een covariante afgeleide is een middel voor het bepalen van richtingsafgeleiden van vectorvelden: een infinitesimale translatie van een vectorveld in een bepaalde richting.